# Субтропічні хвойні ліси Бермудських островів
Субтропічні хвойні ліси Бермудських островів (ідентифікатор WWF: NA0301) — неарктичний екорегіон тропічних та субтропічних хвойних лісів, розташований на Бермудських островах в Атлантичному океані.

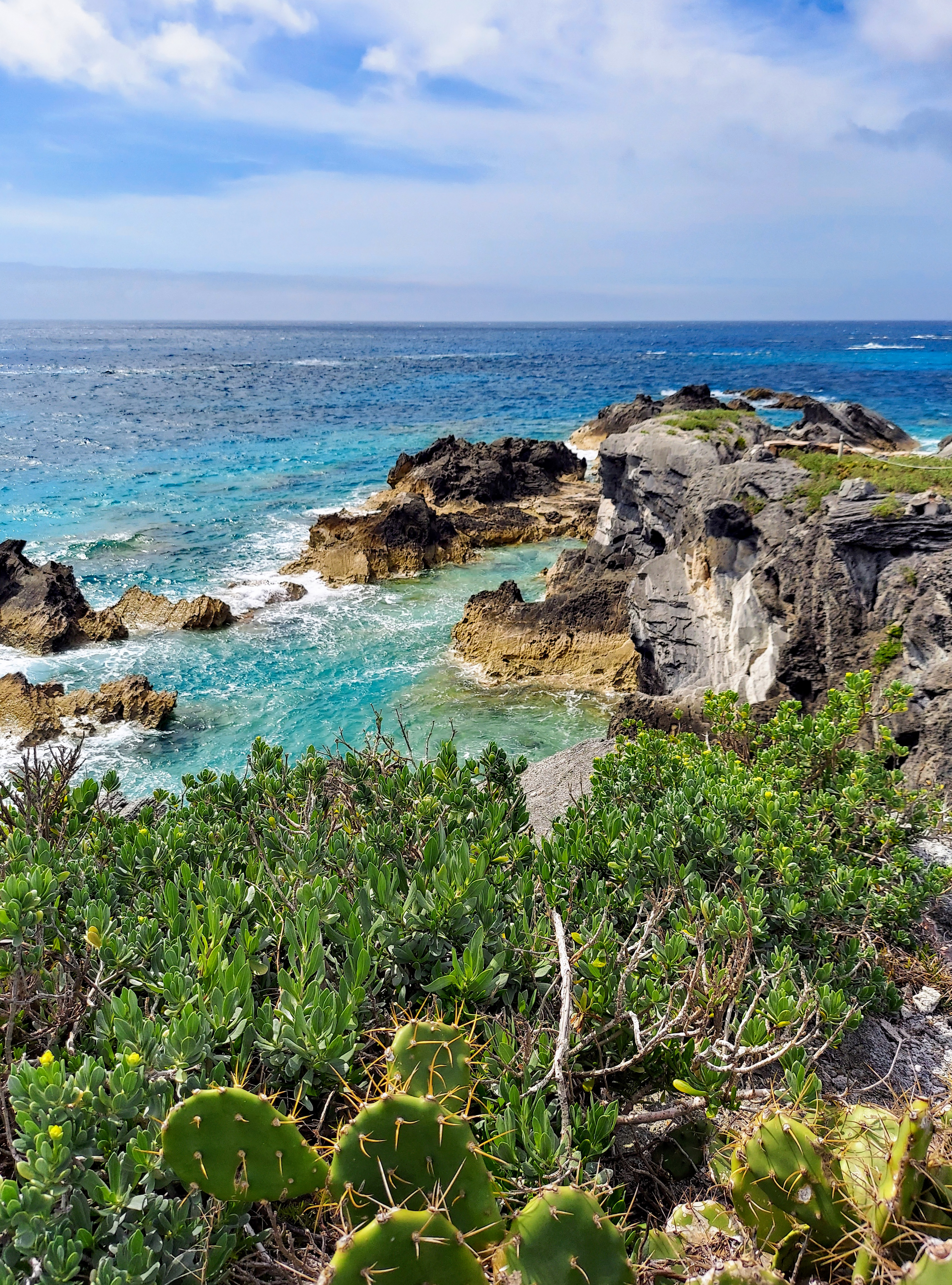
Узбережжя острова Купер (острів, Бермудські Острови)

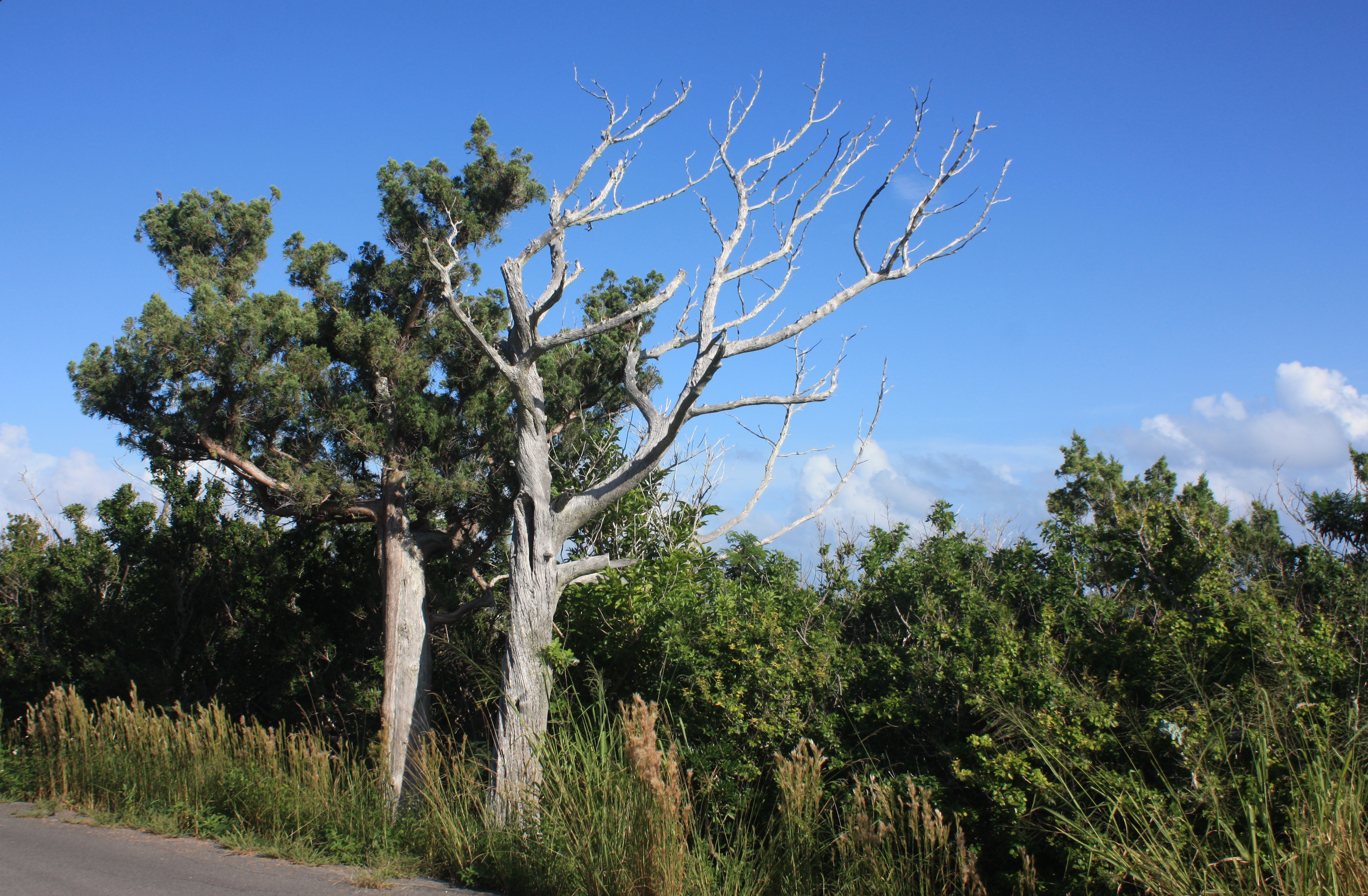
Бермудські кедри на березі протоки Феррі-Річ (Бермудські Острови)

## Географія
Екорегіон субтропічних хвойних лісів Бермудських островів охоплює Бермудський архіпелаг, розташований в західній частині Атлантичного океану, за 1070 км на схід від мису Гаттерас у Північній Кароліні. Він складається з понад 150 коралових островів та острівців, розташованоних у формі напівмісяця уздовж краю давно згаслого підводного вулкана. Загальна площа 7 найбільших островів Бермуд становить приблизно 53 км². Ці острови оточені міководною рифовою платформою площею 750 км². Тут знаходяться найпівнічніші коралові рифи в Атлантиці, присутність яких обумовлена теплою течією Гольфстрім.
Шар коралових вапняків завтовшки понад 75 м вкриває вулканічне Бермудське підняття, яке підіймається трохи вище рівня моря. Ця підводна гора заввишки 2000 м утворилася приблизно 110 млн років тому внаслідок вулканізму уздовж Серединно-Атлантичного хребта, який завершився приблизно 33 млн років тому другим етапом виверження. З часом зміни рівня моря призвели до того, що гора вкрилася шарами палеоґрунтів, що перемежовуються шарами нанесеного вітром вапнякового піску. У плейстоцені ці дюни затверділи та перетворилися у шари високопористих вапняків.
Рельєф Бермудських островів помірно горбистий та низький. Найвищою вершиною архіпелагу є пагорб Таун-Гілл висотою 79 м. Берегова лінія Бермуд включає численні затоки та бухти, на берегах яких, особливо на півдні, зустрічаються пляжі з коралового піску. Річки або струмки в екорегіоні відсутні, оскільки дощова вода швидко просочується у пористий вапняк. На островах є низка невеликих водойм, розташованих на рівні моря та заповнених солонуватою морською водою. Також на Бермудах зустрічається 17 торфових боліт, зокрема болота Девоншир, Пембрук і Паджет.
Безлюдні Бермудські острови були відкриті іспанським мореплавцем Хуаном де Бермудесом у 1505 році. У 1612 році англійці розпочали колонізацію островів, заснувавши на них поселення Сент-Джордж. Тривалий час Бермудський архіпелаг був важливою британською воєнно-морською базою. Наразі Бермудські Острови є британською заморською територією. Станом на 2019 рік тут на 20 островах проживало майже 94 тисячі людей. Враховуючи невелику площу архіпелагу, густота населення тут є однією з найвищих у світі.

## Клімат
Завдяки теплому Гольфстріму на Бермудських островах панує екваторіальний клімат (Af за класифікацією кліматів Кеппена), або вологий субтропічний клімат (Cfa за класифікацією Кеппена). Влітку температура підіймається до 30 °C, а зимою — опускається до 19 °C. Середньорічна кількість опадів тут становить приблизно 1460 мм, які рівномірно випадають протягом всього року. Середня вологість в регіоні становить 77 %.

## Флора
Історично у внутрішніх районах Бермудських островів переважали густі хвойні ліси, основу яких складали бермудські кедри (Juniperus bermudiana), бермудські пальметто (Sabal bermudana) та бермудські маслини (Elaeodendron laneanum). Також у цих лісах зустрічалися вест-індійські сандалові дерева (Zanthoxylum flavum), цукрові каркаси (Celtis laevigata) та вест-індійські молочноягідники (Chiococca alba). На торфових болотах зустрічалися воскові мірики (Myrica cerifera), бермудські осоки (Carex bermudiana), звіробій святого Андрія (Hypericum hypericoides), болотяна меч-трава (Cladium mariscus subsp. jamaicense) та різноманітні папороті, а у вологих печерах — бермудські венерині кучері (Adiantum bellum).
На Бермудських островах, зігрітих Гольфстрімом, зустрічаються найпівнічніші мангрові зарості у Атлантиці. Ці невеликі, ізольовані ліси характеризуються відносно низьким видовим різноманіттям. Вони складаються лише з трьох видів мангрових дерев: червоних мангрів (Rhizophora mangle), чорних мангрів (Avicennia germinans) та прямих конусоплідних мангрів (Conocarpus erectus). Незвичайною особливістю бермудських мангрів є те, що приблизно третина з них знаходиться у внутрішніх припливних водоймах, заповнених морською водою та поєднаних з океаном підземними тріщинами. Ці внутрішні мангрові зарості зазвичай моновидові і складаються лише з червоних або чорних мангрів. Дві третини бермудських мангрів зустрічаються у прибережних затоках і бухтах, де вони демонструють типову для мангрів зональність. Прибережні мангри зазвичай пов'язані з морським соняшничком (Borrichia frutescens), прибережним портулаком (Sesuvium portulacastrum) та інтродукованим густоцвітим холодком (Asparagus densiflorus), а також з різноманітними червоними і зеленими водоростями. Мангри у різних внутрішніх водоймах, як правило, формують унікальні видові угруповання. Найбільший прибережний мангровий ліс на Бермудах зустрічається в заповіднику Хангрі-Бей, а найбільша ділянка внутрішніх мангрів — у Мангровому озері.
Загалом Бермудські острови є домом для 165 місцевих видів судинних рослин, з яких 15 видів є ендеміками. Зокрема, ендеміками є три найбільш поширені види дерев — бермудські кедри (Juniperus bermudiana), бермудські пальметто (Sabal bermudana) та бермудські маслини (Elaeodendron laneanum). Серед інших ендеміків Бермуд слід відзначити бермудський ситняг (Eloecharis bermudiana), бермудську осоку (Carex bermudiana), дикий бермудський перець (Peperomia septentrionalis), бермудську квасолю (Phaseolus lignosus), злинку Даррелла (Erigeron darrellianus) та бермудські синьоочки (Sisyrinchium bermudiana). Ендеміками екорегіону є чотири види папоротей, зокрема бермудські венерині кучері (Adiantum bellum), бермудські болотяні папороті (Goniopteris bermudiana), бермудські печерні папороті (Ctenitis sloanei) та папороті губернатора Лаффана (Diplazium laffanianum). Останні вимерли у дикій природі, однак збереглися у Бермудському ботанічному саду. Крім того, ендеміками Бермудських островів є два види мохів, зокрема Campylopus bermudianus та Trichostomum bermudanum, 30 видів грибів та 10 видів лишайників.
На Бермудські острови було інтродуковано майже 1500 видів рослин, зокрема хвощелисту казуарину (Casuarina equisetifolia) та суринамську вишню (Eugenia uniflora). Клімат архіпелагу дозволяє рости тут королівським пальмам (Roystonea spp.) та кокосовим пальмам (Cocos nucifera). Бермуди є найпівнічнішим місцем у світі, де природним чином ростуть кокосові пальми, хоча відсутність дуже високих температур зазвичай не дозволяє кокосам добре плодоносити.

## Фауна

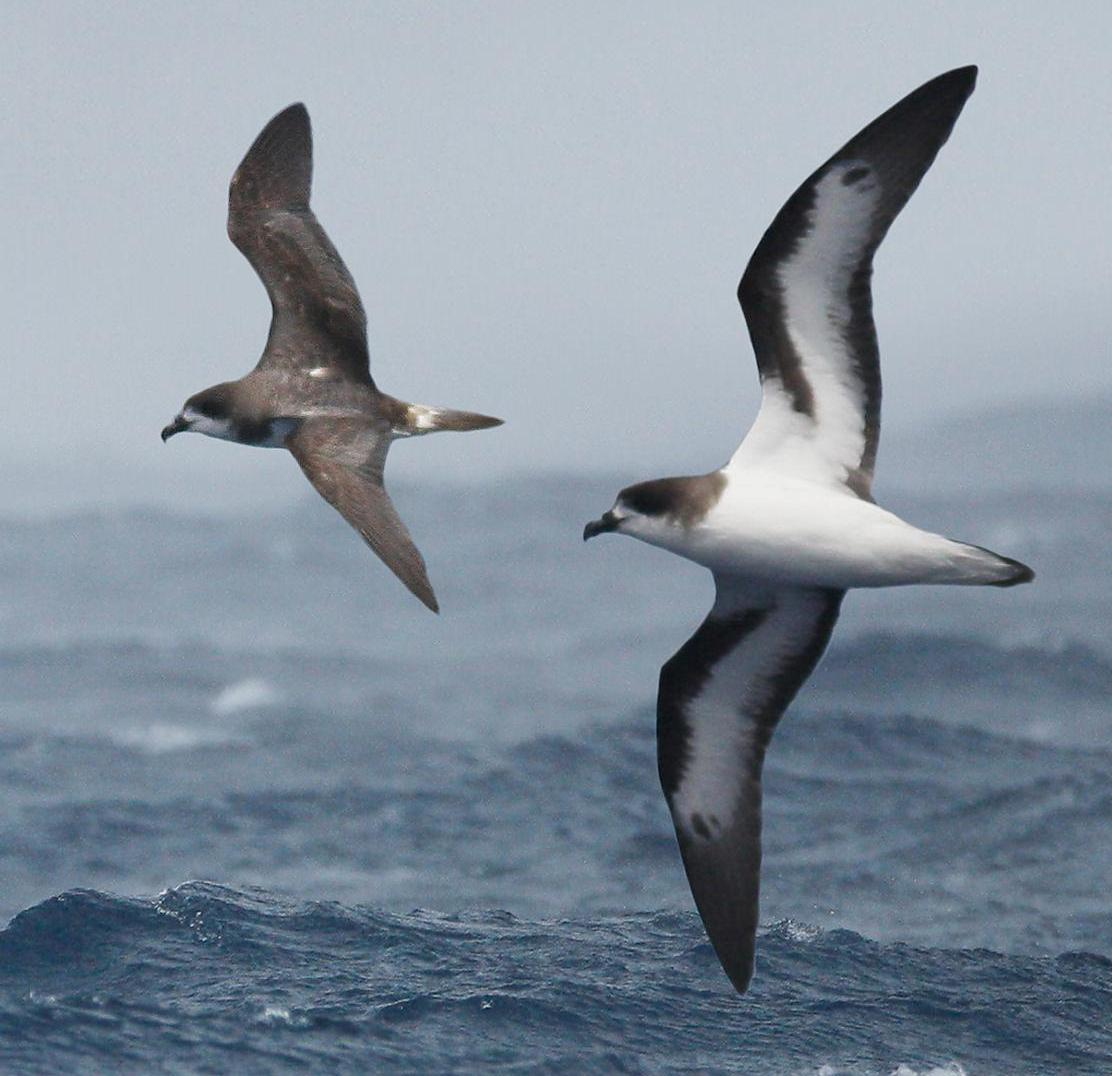
Бермудські тайфунники (Pterodroma cahow)

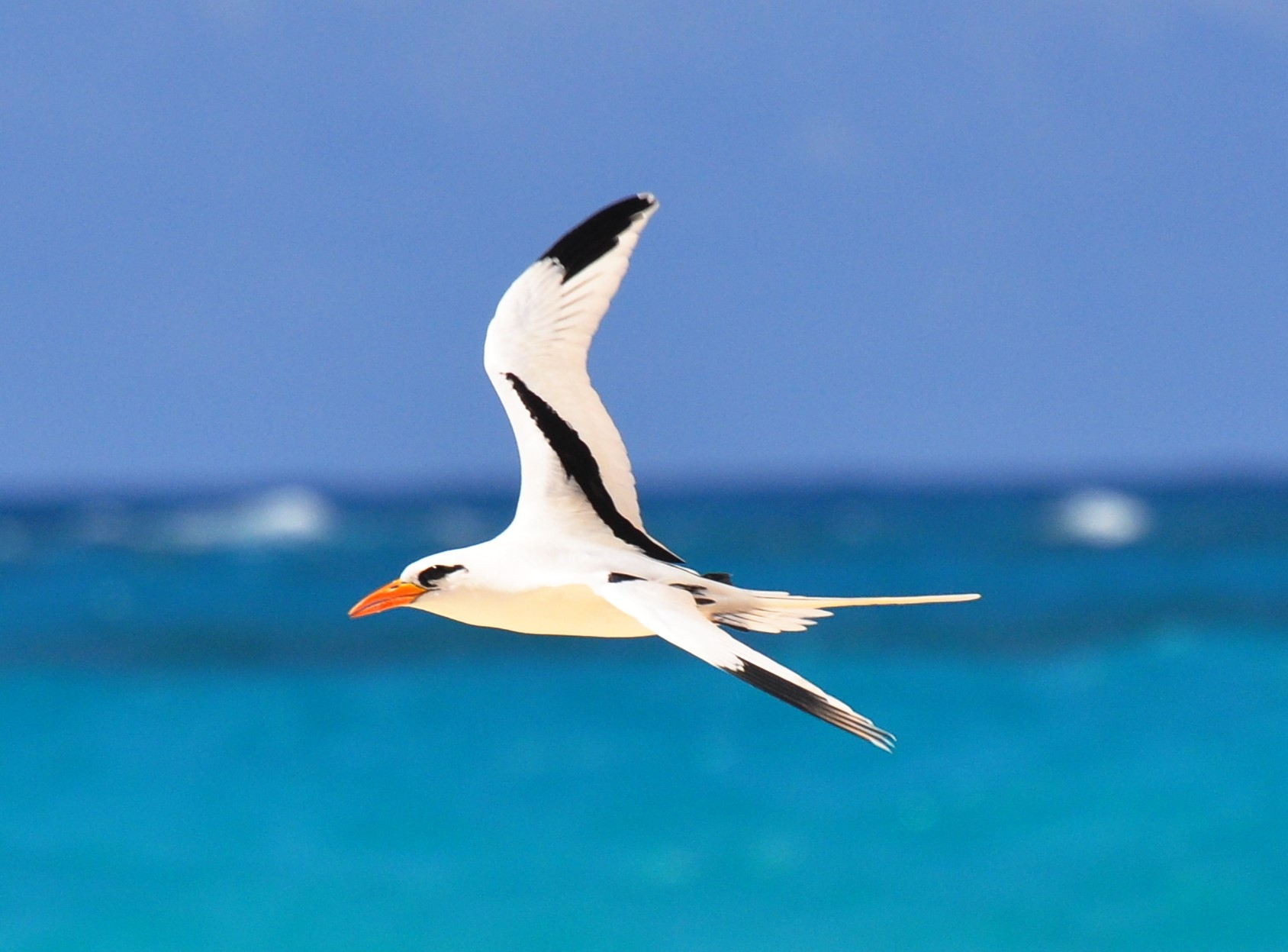
Білохвостий фаетон (Phaethon lepturus)

Ізольованість Бермудського архіпелагу є причиною низького видового різноманіття його фауни, низького рівня ендемізму та відсутності місцевих видів ссавців і амфібій. Біота екорегіону сформувалася під впливом доісторичних коливань рівня моря, які почергово сприяли морським та наземним видам та призвели до вимирання низки місцевих видів равликів, птахів і черепах. Іншими факторами, що обмежують біорізноманіття регіону, є його низька висота, невеликі розміри, геологічний склад і вік, а також регіональні океанічні течії та минулі й теперішні кліматичні і погодні умови. 
На Бермудських островах зареєстровано понад 400 видів птахів, однак переважна більшість з них є мігруючими або бродячими видами, що випадково потрапили на архіпелаг з Америки. Лише 24 види птахів гніздяться на Бермудах, з яких 13 видів є місцевими для регіону.
Національними птахами Бермудських Островів є ендемічні бермудські тайфунники (Pterodroma cahow), які через свої моторошні крики відомі на островах як "каху". Протягом 300 років вважалося, що ці птахи вимерли у середині XVII століття внаслідок полювання з боку перших колоністів та хижацтва з боку інтродукованих свиней, однак у 1951 році дослідники відкрили 18 гніздових пар та розпочали програму зі збереження та захисту виду. Зусилля науковців призвели до відновлення популяції бермудських тайфунників, незважаючи на невдачі, пов'язані з тропічними ураганами, і до 2011 року популяція птахів досягала 98 гніздових пар. Наразі бермудські тайфунники є одними з найрідкісніших морських птахів у світі, які гніздяться лише на чотирьох острівцях в бухті Касл-Харбор.
Ендеміками екорегіону також є підвиди білоокого віреона (Vireo griseus bermudianus) та східного блакитника (Sialia sialis bermudensis). Наприкінці лютого-на початку травня 3500-4000 пар білохвостих фаетонів (Phaethon lepturus catesbyi) прилітають на Бермуди, знаменуючи цим початок весни. Бермудські острови є найпівнічнішим місцем гніздування цих довгохвостих чорно-білих птахів у світі. Серед інших птахів, що гніздяться на Бермудах, слід відзначити строкатоголового талпакоті (Columbina passerina) та сірого пересмішника (Dumetella carolinensis). Латиноамериканська курочка (Gallinula galeata) є найпоширенішим місцевим водоплавним птахом. Також на болотах Бермуд гніздяться невеликі популяції американських лисок (Fulica americana) та рябодзьобих пірникоз (Podilymbus podiceps), а на узбережжях — річкові крячки (Sterna hirundo). У XX столітті Бермудські острови колонізували американські сипухи (Tyto furcata) та північні зенаїди (Zenaida macroura), а нещодавно на архіпелазі почали гніздитися зелені чаплі (Butorides virescens).
Серед інтродукованих птахів Бермуд звичайні шпаки (Sturnus vulgaris), хатні горобці (Passer domesticus), великі пітанги (Pitangus sulphuratus), сизі голуби (Columba livia), американські ворони (Corvus brachyrhynchos) та свійські курки (Gallus gallus domesticus) є дуже чисельними та вважаються шкідниками. Також в регіоні були інтродуковані звичайні крижні (Anas platyrhynchos), червоні кардинали (Cardinalis cardinalis), звичайні щиглики (Carduelis carduelis) та невеликі популяції золотощоких астрильдів (Estrilda melpoda) і смугастих астрильдів (Estrilda astrild). Чорногорлі кваки (Nyctanassa violacea) були завезені на Бермуди у 1970-х роках, щоб замінити вимерлого ендемічного бермудського квака (Nyctanassa carcinocatactes).
Бермудський квак є не єдиним вимерлим видом, відомим з Бермудського архіпелагу. Раніше в регіоні зустрічалися нелітаючі бермудські качки (Anas pachyscelus), бермудські канюки (Bermuteo avivorus), бермудські сичі (Aegolius gradyi), бермудські журавлі (Grus latipes), бермудські пастушки (Rallus recessus), бермудські буревісники (Calonectris wingatei), бермудські деколи (Colaptes oceanicus) та бермудські тауї (Pipilo naufragus). Деякі з них вимерли, оскільки площа Бермудських островів скоротилася на 90 % після завершення останнього льодовикового максимуму та підвищення рівня моря, тоді як інші були винищені першими колоністами.
На Бермудських островах також зустрічається багато мігруючих негніздових птахів — різноманітних качок, чапель та куликів. Навесні на південь від островів можна побачити багато буревісників. Щороку на островах зустрічаються близько 30 видів піснярів, найбільш поширеними з яких є жовтогузі пісняри-лісовики (Setophaga coronata). Прибуття багатох видів залежить від погодних умов.
Єдиними місцевими плазунами на Бермудських островах є прісноводні алмазні черепахи (Malaclemys terrapin) та ендемічні бермудські сцинки (Plestiodon longirostris), які колись були дуже поширені, а наразі перебувають під загрозою зникнення. У 1906 році на Бермуди з Ямайки був завезений ямайський аноліс (Anolis grahami), який наразі є найпоширенішою ящіркою в регіоні. У 1940 році на Бермуди були завезені пантерові аноліси (Anolis leachii) та барбадоські аноліси (Anolis extremus), а у XXI столітті — бурі аноліси (Anolis sagrei) та тропічні хатні гекони (Hemidactylus mabouia). Іншим інтродукованим видом плазунів на архіпелазі є червоновуха прісноводна черепаха (Trachemys scripta elegans).
Місцеві земноводні на Бермудських островах відсутні. У 1900-х роках на острови потрапили ропухи-ага (Rhinella marina) та антильські листкові жаби (Eleutherodactylus johnstonei), які згодом натуралізували, а також ямайські лісові жаби (Eleutherodactylus gossei), які незабаром були в регіоні винищені. Ропухи-ага та антильські листкові жаби ведуть нічний спосіб життя, і їх часто можна почути вночі на Бермудах. Найчастіше пісні цих жаб можна почути з квітня по листопад.
Єдиними місцевими ссавцями на Бермудських островах є чотири види північноамериканських кажанів: сірі волохатохвости (Lasiurus cinereus), руді волохатохвости (Lasiurus borealis), семінольські волохатохвости (Lasiurus seminolus) та сріблястохвості лилики (Lasionycteris noctivagans). Іспанці та португальці у XVI столітті випустили на острови свиней (Sus scrofa), на яких полювали моряки, що зупинялися на островах для поповнення припасів. Незабаром після колонізації Бермуд англійцями на острови потрапили хатні миші (Mus musculus), сірі пацюки (Rattus norvegicus) та чорні пацюки (Rattus rattus), а також здичавілі коти (Felis catus).
На Бермудських островах зустрічається понад 1100 видів комах та павуків, зокрема 41 вид ендемічних комах. В регіоні було зареєстровано 18 видів метеликів, з яких близько 6 видів, зокрема монархи (Danaus plexippus) та бермудські оленеоки (Junonia coenia bergi), розмножуються на архіпелазі. Також на Бермудах зустрічається 200 видів молей, зокрема великі сірі сфінкси (Pseudosphinx tetrio), розмах крих яких може досягати 9 см. Ендеміками екорегіону є 11 видів наземних равликів.
За останнє століття 16 видів місцевих комах, зокрема нелітаючі бермудські коники (Paroxya bermudensis) та сім видів двокрилих комах, вимерли в екорегіоні. Майже повне зникнення бермудських кедрів у 1940-х роках призвело до вимирання бермудських цикад (Neotibicen bermudianus), пов'язаних з цими лісами, а внаслідок появи на архіпелазі інвазивних хижих равликів вимерли принаймні два ендемічні види бермудських наземних равликів (Poecilozonites).

## Збереження
У 1514 році іспанський хроніст Гонсало Фернандес де Ов'єдо-і-Вальдес відзначив велику кількість риб та птахів на Бермудських островах, а в 1593 році англійські моряки, які зазнали корабельної аварії на островах, радісно виявили "суцільний кедровий ліс", з якого можна було побудувати своє нове судно. Однак за більш ніж чотири століття, які пройшли з того часу, місцева флора і фауна Бермуд значно постраждала та майже зникла. Основними загрозами для збереження природи екорегіону є перетворення природних ландшафтів на сільськогосподарські угіддя, розширення поселень, інтродукція екзотичних видів та підвищення рівня моря.
До кінця XVII століття колоністи розчистили значну частину землі на Бермудах та перетворили її на поля, сади, живоплоти і поселення. Вони привезли свійських тварин і шкідників та висадили декоративні рослини, трави та прянощі, а також сільськогосподські культури, такі як тютюн і бавовник. Перетворення земель на сільськогосподарські угіддя продовжувалось у XIX столітті, коли Бермудські острови почали вирощувати овочі та квіти для стрімко зростаючого населення Нью-Йорка. Протягом століть бермудці вирубували мангрові ліси та використовували кору мангрових дерев для отримання дубильних речовин та як паливо. Бермудські кедри рубали задля деревини для будівництва жител, суден, житла і меблів та для експорту. Волокна бермудських пальметто використовували для покриття дахів, для плетіння модних капелюхів, мотузок і кошиків, а з соку дерева готували міцний алкогольний напій.
У XX столітті сільськогосподарське значення Бермудських островів зменшилося, але антропогенний тиск продовжив зростати. За останні десятиліття населення країни швидко зросло, а враховуючи надзвичайну густонаселеність Бермуд, площі незайманої природної рослинності почали швидко скорочуватися. Близько 10 % площі архіпелагу займають будівлі, дороги та інша інфраструктура, а багато торф'яників були перетворені на звалища. Тиск на біорізноманіття ще більше посилюється прибуттям близько півмільйона туристів щороку.
Інтродукція екзотичних видів призводить до витіснення місцевих видів рослин і тварин. За оцінками, протягом століть на острови було завезено близько 1500 видів рослин, деякі з яких загрожують замінити місцеві рослинні угруповання на монокультури, хоча природоохоронці використовують різні методи, щоб утримати ці вторгнення. Тим часом діяльність інтродукованих птахів, таких як великі пітанги (Pitangus sulphuratus), завезені у 1957 році для боротьби з анолісами, продовжує сприяти поширенню інвазивних рослин.
Ще однією серйозною загрозою для місцевої рослинності є підвищення рівня моря внаслідок глобального потепління. Воно, ймовірно, сприятиме прискореному відступу мангрових лісів, що залишилися в регіоні.
Наразі близько 10 % території екорегіону вкрито лісами, які зазвичай являють собою невеликі, фрагментовані ділянки. За оцінками, 95 % популяції бермудських кедрів (Juniperus bermudiana) було знищено між 1946 і 1951 роками після того, як на острови потрапили інвазивні комахи-шкідники. Лише 1 % від початкової площі кедрових лісів пережив поширення хвороби. Подальше лісовідновлення з використанням стійкого сорту, збільшило кількість кедрів до приблизно 10 % від їх колишньої популяції, однак цим зусиллям перешкоджає інтродукція швидкозростаючих хвощелистих казуарин (Casuarina equisetifolia) та інших екзотичних рослин. Від 116 га торф'яних боліт, присутніх в екорегіоні в 1900 році, до 2000 року залишилося лише близько 48 га, а від внутрішніх мангрових заростей залишилися лише невеликі розрізнені ділянки, площа яких у 1980 році становила 16,7 га.
Оцінка 2017 року показала, що 2 км², або 10 % екорегіону, є заповідними територіями. Бермудські Острови відзначаються тим, що ця країна прийняла перші закони про охорону дикої природи в Новому Світі. Закон про захист бермудських тайфунників (Pterodroma cahow) та інших птахів був прийнятий ще у 1616 році, а закон про обмеження використання бермудських кедрів — у 1622 році. Наразі на архіпелазі існує комплексна мережа заповідних територій, яка включає 12 природних заповідників та 63 парки. Найкращим заповідником регіону є Природний заповідник Паджет-Марш площею 10 га, який включає незаймані кедрові, пальмові та мангрові ліси. Найбільшим заповідником в регіоні є Природний заповідник Спіттал-Понд, який охоплює територію площею 24 га і є домом для принаймні 25 видів водоплавних птахів. Природний заповідник Хангрі-Бей охоплює найбільший мангровий ліс на Бермудах. Серед інших важливих природоохоронних територій екорегіону слід відзначити болота Девоншир і Пембрук, заповідник Уорік-Понд та пагорби Касл-Харбору і Волсінгему